# Dingy-Saint-Clair
Dingy-Saint-Clair è un comune francese di 1 335 abitanti situato nel dipartimento dell'Alta Savoia della regione dell'Alvernia-Rodano-Alpi.

## Società

### Evoluzione demografica
Abitanti censiti